# Sexlista 101
Sexlista 101 (ang. Sex and Death 101) – amerykańska czarna komedia z 2007 roku wyreżyserowana przez Daniela Watersa.

## Główne role
- Simon Baker - Roderick Blank[1]
- Sophie Monk – Cynthia Rose[1]
- Winona Ryder - Gillian De Raisx/Death Nell
- Robert Wisdom - Alpha
- Tanc Sade - Beta
- Patton Oswalt - Fred
- Mindy Cohn - Trixie
- Keram Malicki-Sanchez - Mistrz Bitchslap
- Julie Bowen - Fiona Wormwood
- Neil Flynn - Zack